# جوناثان سانتانا
جوناثان سانتانا (بالإسبانية: Jonathan Santana)‏ (مواليد 19 أكتوبر 1981 في بوينس آيرس - الأرجنتين) لاعب كرة قدم باراغواياني يلعب حاليًا لصالح نادي كايسري سبور التركي منذ 2010 في مركز الوسط المحوري .

## روابط خارجية
- جوناثان سانتانا على موقع الاتحاد الدولي (مؤرشف)  (الإنجليزية)
- جوناثان سانتانا على موقع اتحاد تركيا (لاعب) (الإنجليزية)
- جوناثان سانتانا على موقع قاعدة بيانات كرة القدم.إي يو (الإنجليزية)
- جوناثان سانتانا على موقع ناشيونال فوتبول تيمز (الإنجليزية)
- جوناثان سانتانا على موقع Soccerway.com (الإنجليزية)
- جوناثان سانتانا على موقع عالم كرة القدم.نت (الإنجليزية)
- جوناثان سانتانا على موقع كووورة
- جوناثان سانتانا على موقع AS.com (الإسبانية)